# Rhodesite
La rhodesite è un minerale.